# Universidad Central de Venezuela Fútbol Club
A Universidad Central de Venezuela Fútbol Club, conhecida popularmente como UCV, é um clube esportivo venezuelano sediado em Caracas na Venezuela, que tem como modalidade esportiva principal o futebol. É um dos clubes mais antigos da Venezuela no futebol profissional, fundado em 1950, sendo o primeiro clube a conquistar um título na era profissional do futebol venezuela. As cores do clube, e do escudo, representam as cores da bandeira do pais; amarelo, azul e vermelho. O modelo do seu escudo, remete a uma homenagem, a uma das mais importantes instituições de ensino superior da Venezuela, a Universidade Central da Venezuela.
Seus títulos mais importantes conquistados no futebol venezuelano são os dois títulos nacionais, 1951 e 1953, quando o futebol ainda era amador e um em 1957, quando o futebol na Venezuela se profissionalizou. O clube disputou a Copa Libertadores da América de 2025 e entrou na segunda fase da competição, mas foi eliminado pelo Corinthians.

## História
Um dos clubes mais antigos da Venezuela, a sua história de conquistas, começou na década de 1950. Carrega consigo o nome de uma das instituições de ensino superior de ponta da Venezuela, a Universidade Central da Venezuela, fundada em 1721 e projetada pelo arquiteto Carlos Raúl Villanueva, desde 2000 figura na lista do Património Mundial da UNESCO.
Sua primeira conquista foi em 1951, quando o futebol na Venezuela ainda era amador. Em 1953, conquistou pela segunda vez o Campeonato Venezuelano. Ainda em 53, tornou-se o primeiro clube da Venezuela a fazer excursão na Europa. Em sua passagem pelo continente europeu, excursou pela França e fez amistosos com os clubes locais; empatou com o Toulouse por 0–0 e venceu o Monaco pelo placar de 3–1. Em 1957, participou pela primeira vez do primeiro campeonato profissional da Venezuela e sagrou-se campeã.
Após seu primeiro título, não conseguiu repetir o feito e no final da década de 1970 foi rebaixada pra segunda divisão, a Segunda Divisão B. Na temporada 2006–07, quase teve seu segundo rebaixamento, mas com a nova reestruturação feita pela Federación Venezolana de Fútbol no futebol e nas divisões do nacional, a segunda divisão foi unificada e teve ampliado o número de participantes. Dessa forma, a UCV consegui permanecer mais na divisão intermediaria e permanece até a temporada atual.

## Estádio

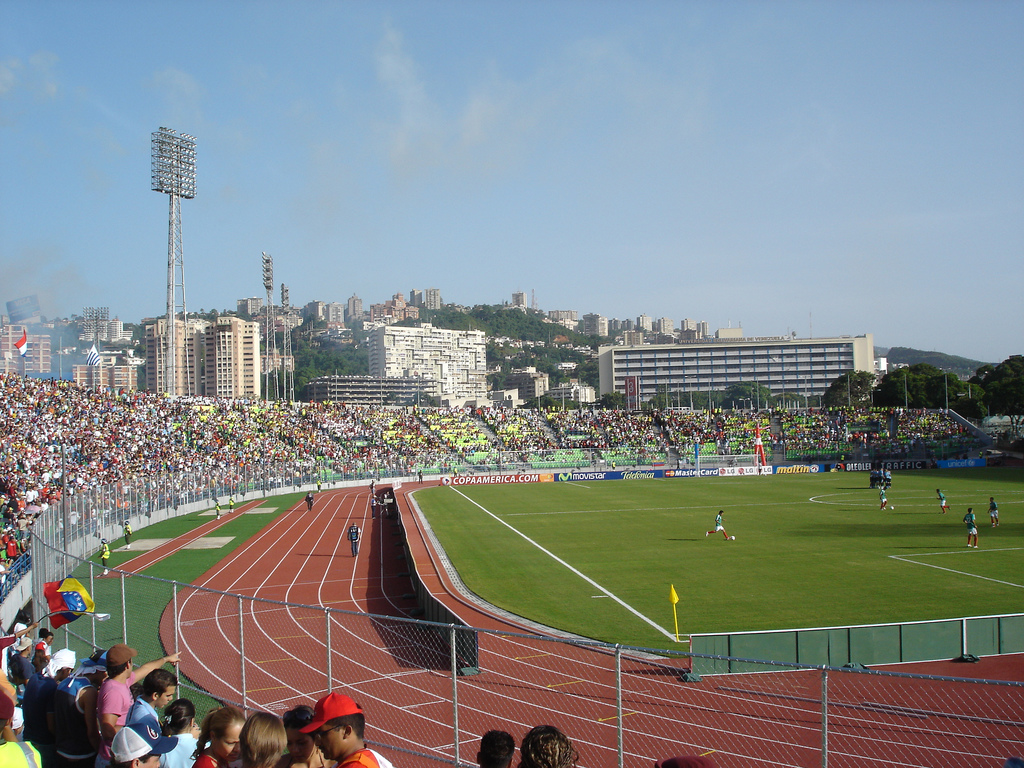
O estádio também é chamado de El Olímpico

A Universidad Central, atualmente na segunda divisão, manda seus jogos no estádio Olímpico de la Universidad Central de Venezuela, mais conhecido como Olímpico de la UCV. Um estádio poliesportivo, mais usado para a prática do futebol, localizado em Caracas, na Venezuela projetado pelo arquiteto venezuelano Carlos Raúl Villanueva. O estádio foi inaugurado em 5 de dezembro de  1951 e serviu como estádio-sede dos Jogos Pan-Americanos de 1983. Com capacidade para 27 900 espectadores, foi remodelado e ampliado para a Copa América de 2007.

## Símbolos

### Escudo
O design do escudo da Universidad Central faz referência a Universidade Central da Venezuela. Possui três faixas de cores ao fundo que lembra a bandeira da Venezuela. No centro, possui uma grande letra U e uma tocha atras. Um pouco acima, possui uma faixa amarela com a sigla UCVFC e bem acima, possui uma grande estrela que remete ao seu primeiro título profissional conquistado.
Mesmo não estando na elite venezuelana, o escudo da Universidad Central sempre passa uma imagem uma equipe com história de conquistas e grandeza, a mesma imagem que uma de suas maiores universidades, demostram para as próximas gerações o amor e a paixão pelo clube.

### Uniformes

#### Uniformes dos jogadores
Uniformes usados na temporada de 2017
- Primeiro uniforme: Camisa em amarelo, azul e vermelho, com calção e meias azuis
- Segundo uniforme: Camisa amarela com faixa verticais pretas, calção e meias pretas
- Terceiro uniforme: Camisa amarela e azul, calção azul, mangas e meias vermelhas

| Primeiro | Segundo | Terceiro |

As cores oficiais são o amarelo, o azul e o vermelho, por isso também é chamado de El Tricolor.

## Títulos
| NACIONAIS | NACIONAIS                     | NACIONAIS | NACIONAIS   |
|           | Competição                    | Títulos   | Temporadas  |
| --------- | ----------------------------- | --------- | ----------- |
|           | Primera División Amadora      | 2         | 1951 e 1953 |
|           | Primera División Profissional | 1         | 1957        |

## Estatísticas

### Campanhas de destaque
| Universidad Central de Venezuela Fútbol Club | Universidad Central de Venezuela Fútbol Club | Universidad Central de Venezuela Fútbol Club | Universidad Central de Venezuela Fútbol Club | Universidad Central de Venezuela Fútbol Club |
| Torneio                                      | Campeão                                      | Vice-campeão                                 | Terceiro colocado                            | Quarto colocado                              |
| -------------------------------------------- | -------------------------------------------- | -------------------------------------------- | -------------------------------------------- | -------------------------------------------- |
| Primera División Amadora                     | 2 (1951 e 1953)                              | 2 (1947 e 1949)                              | —                                            | —                                            |
| Primera División Profissional                | 1 (1957)                                     | 1 (1962)                                     | 0 (não possui)                               | 0 (não possui)                               |
| Segunda División                             | 0 (não possui)                               | —                                            | —                                            | —                                            |
| Copa Venezuela                               | 0 (não possui)                               | —                                            | —                                            | —                                            |

### Participações
| Competição | Competição        | Temporadas | Melhor campanha   | Estreia | Última  | P | R |
| Venezuela  | Primera División1 | 1          | Campeão (2 vezes) | 1951    | 1957    |   | 1 |
| Venezuela  | Primera División2 | 6          | Campeão (1 vez)   | 1957    | 1987-88 |   | 1 |
| Venezuela  | Segunda División  | 47         | 2° colocado       | 1981    | 2017    | – | – |
| Venezuela  | Copa Venezuela    | –          | Segunda fase      | –       | 2017    |   |   |

## Temporada 2025

### Elenco
Atualizado em 7 de Janeiro de 2025.
Legenda
- : Capitão
- : Jogador lesionado/contundido
- : Prata da casa (Jogador da base)

#### Transferências 2025
| Chegadas |                  |      |                      |      |
|          | Jogador          | Pos. | Clube Anterior       | Ref. |
|          | Diego Ochoa      | G    | Deportivo Miranda FC |      |
|          | Kendrys Silva    | LD   | Metropolitanos FC    |      |
|          | Jorge Luis Gómez | M    | Angostura FC         |      |
|          | Maicol Ruiz      | M    | Inter de Barinas     |      |
|          | César Magallán   | M    | Inter de Barinas     |      |

## Partidas históricas
Toulouse Football Club 0–0 Universidad Central (1953)
Primeira partida internacional da história da Universidad Central em território europeu na França.
Mônaco 1–3 Universidad Central (1953)
Ultima partida internacional na França.
Universidad Central 4–3 Banco Obrero (1957)
Primeira partida profissional em campeonatos nacionais.
Universidad Central 10–1  Deportivo Vasco (1957)
A Universidad Central, alem de ter sido o primeiro campeão da era profissional do futebol venezuelano, também foi o primeiro a marcar a maior goleada da história da competição.
Club Sport Marítimo 6–3 Universidad Central (1986)
Essa foi a maior goleada na história profissional do clube.